# Emplocia plumosa
Emplocia plumosa là một loài bướm đêm trong họ Geometridae.